# STS-78
STS-78 foi uma missão da NASA realizada pelo ônibus espacial Columbia, lançado em 20 de junho de 1996, e a quinta com o laboratório científico Spacelab num ônibus espacial.

## Tripulação
| Posição                  | Astronauta          |
| ------------------------ | ------------------- |
| Comandante               | Terence Henricks    |
| Piloto                   | Kevin Kregel        |
| Engenheira de voo        | Susan Helms         |
| Especialista de missão 1 | Richard Linnehan    |
| Especialista de missão 2 | Charles Brady Jr.   |
| Especialista de carga 1  | Jean-Jacques Favier |
| Especialista de carga 2  | Robert Thirsk       |